# Vilhelmina tingslag
Vilhelmina tingslag var ett tingslag i Västerbottens län i södra Lappland.  Tingslaget motsvarar geografiskt nuvarande Dorotea samt Vilhelmina kommuner. Centralort och tingsställe var Vilhelmina municipalsamhälle. År 1934 hade tingslaget 15 842 invånare på en yta av 11 687 km², varav land 10 920 km².
Tingslaget bildades den 1 januari 1922 (enligt beslut den 2 mars 1917 och 7 oktober 1921) genom en utbrytning ur Åsele lappmarks tingslag. Den 1 januari 1948 (enligt beslut den 10 juli 1947) upplöstes tingslaget och verksamheten överfördes till Åsele och Vilhelmina tingslag.
Tingslaget hörde till Västerbottens västra domsaga.

## Socknar
Vilhelmina tingslag omfattade två socknar: 
- Dorotea socken
- Vilhelmina socken